# Phrixi Rupes
Phrixi Rupes és una formació geològica de tipus rupes a la superfície de Mart, localitzada amb el sistema de coordenades planetocèntriques a -43.88 latitud N i 294.75 ° longitud E, que fa 413.09 km de diàmetre. El nom va ser aprovat per la UAI el cinc de juny de 2017 i fa referència a una característica d'albedo.